# Danaea moritziana
Danaea moritziana là một loài dương xỉ trong họ Marattiaceae. Loài này được C. Presl mô tả khoa học đầu tiên năm 1845.